# Exocriene pancreasinsufficiëntie
Exocriene pancreasinsufficiëntie (EPI) is een gebrek aan of vermindering van spijsverteringsenzymen die door de alvleesklier worden aangemaakt, met als gevolg dat voedsel minder goed verteerd wordt. EPI komt voor bij veel ziekten en stoornissen, zoals taaislijmziekte, Shwachman-Diamond-syndroom, verschillende soorten pancreatitis, meerdere soorten diabetes mellitus (type 1- en type 2-diabetes), ernstige nierziekte, oudere volwassenen, coeliakie, IBS-D, IBD, HIV, alcoholgerelateerde leverziekte, syndroom van Sjögren, tabaksgebruik en gebruik van somatostatine-analogen.
EPI wordt veroorzaakt door een progressief verlies van de alvleeskliercellen die spijsverteringsenzymen maken. Verlies van spijsverteringsenzymen leidt tot slechte spijsvertering en slechte opname van voedingsstoffen uit normale spijsverteringsprocessen. EPI kan symptomen veroorzaken zelfs voordat de stadia van ondervoeding zijn bereikt. 'Milde' of 'matige' EPI is wanneer de fecale elastasewaarden < 200 µg/g zijn, terwijl 'ernstige' EPI wordt beschouwd als fecale elastasewaarden < 100 µg/g.
De exocriene alvleesklier is een deel van dit orgaan dat clusters van kanalen (acini) bevat die bicarbonaatanion produceren, een milde base, evenals een reeks spijsverteringsenzymen die samen via de interlobulaire en hoofdkanalen van de pancreas in de twaalfvingerige darm terechtkomen. De hormonen cholecystokinine en secretine die door de maag en de twaalfvingerige darm worden uitgescheiden als reactie op uitzetting en de aanwezigheid van voedsel, stimuleren op hun beurt de productie van spijsverteringsenzymen door de exocriene pancreas. De alkalisatie van de twaalfvingerige darm neutraliseert de zure maagbrij die er vanuit de maag in loopt; de spijsverteringsenzymen dienen om de afbraak van complexe voedingsmiddelen in kleinere moleculen te katalyseren voor absorptie en integratie in metabole routes. De enzymen omvatten proteasen (trypsinogeen en chymotrypsinogeen), hydrolytische enzymen die lipiden splitsen (de lipasen fosfolipase A2, lysofosfolipase en cholesterolesterase) en amylase om zetmeel te verteren. EPI is het gevolg van toenemend falen in de exocriene functie van de alvleesklier om zijn spijsverteringsenzymen te leveren, vaak als reactie op een genetische aandoening of een andere ziektetoestand, wat resulteert in het onvermogen van het betrokken dier om voedsel goed te verteren.

## Symptomen
Verlies van pancreasenzymen leidt tot slechte vertering en malabsorptie. Andere symptomen kunnen zijn:
- Abdominaal ongemak of pijn
- Opgeblazen gevoel
- Diarree
- bloedarmoede (vitamine B12, ijzer, foliumzuurtekort)
- bloedingsstoornissen (malabsorptie van vitamine K)
- oedeem (hypoalbuminemie)
- vermoeidheid
- winderigheid en opgezette buik (bacteriële gisting van niet-geabsorbeerd voedsel)
- hypocalciëmie
- metabole botziekte (vitamine D-tekort)
- neurologische manifestatie
- steatorroe
- gewichtsverlies

## Oorzaken
Bij mensen houden de meest voorkomende oorzaken van EPI waarschijnlijk verband met diabetes (10,5% wereldwijde prevalentie van diabetes met EPI-percentages variërend van 30-50% bij Type 1 en 20-30% bij Type 2) en IBS-D (7,6-10,8% wereldwijde prevalentie van IBS-D, met EPI-percentages rond de 5-6%). Andere oorzaken van EPI zijn onder meer acute of chronische pancreatitis en cystische fibrose, de ziekte van Crohn, colitis ulcerosa, coeliakie, gevorderde nierziekte, hogere leeftijd, IBD, HIV, aan alcohol gerelateerde leverziekte, het syndroom van Sjögren, tabaksgebruik en het gebruik van somatostatine-analogen.
EPI komt voor bij 10-20% van de algemene bevolking.

## Diagnose
De drie belangrijkste tests die worden gebruikt bij het overwegen van een diagnose van EPI zijn: fecale elastasetest, fecale vettest en een directe pancreasfunctietest. Dit laatste is een minder gebruikte test die de exocriene functie in de alvleesklier beoordeelt door een buis in de dunne darm te steken om alvleeskliersap te verzamelen.
De fecale elastase-test is een minder omslachtige test die de 72-uurs fecale vettest heeft vervangen; bij de fecale elastase-test hoeft pancreas-enzymvervangende therapie (enzymsuppletie, de behandeling voor EPI) niet te worden gestopt voor of tijdens fecale elastase-testen.

## Behandeling
EPI wordt behandeld met pancreas-enzymvervangingstherapie (PERT), pancrelipase genaamd, die wordt gebruikt om vetten (via een lipase), eiwitten (via een protease) en koolhydraten (via amylase) af te breken tot eenheden die kunnen worden verteerd. Pancrelipase is in de regel afkomstig van varkens, hoewel er ook vrij verkrijgbare opties zijn, waaronder die gemaakt met planten en andere niet-varkensmaterialen. In de VS zijn er sinds 2012 6 door de FDA goedgekeurde PERT-producten op de markt.
Dosering kan variëren op basis van de behoefte van het individu. PERT wordt beschouwd als veilig, effectief en aanvaardbaar voor mensen met EPI, ongeacht de oorzaak van EPI.
Bovendien moeten verschillende tekorten aan voedingsstoffen die door EPI kunnen worden veroorzaakt, worden geëvalueerd, getest en behandeld. De impact van tekorten aan voedingsstoffen op de stofwisselingsroutes, het spierweefsel, de botdichtheid, de organen en de algehele gezondheid van het lichaam kan een breed scala aan vaak verkeerd gediagnosticeerde symptomen veroorzaken bij degenen die getroffen zijn door exocriene pancreasinsufficiëntie.

## Andere dieren
Het komt ook voor bij honden en andere dieren. Chronische pancreatitis is de meest voorkomende oorzaak van EPI bij katten. Bij honden is de meest voorkomende oorzaak alvleesklier-atrofie, die kan ontstaan als gevolg van genetische aandoeningen, een geblokkeerd pancreaskanaal of een eerdere infectie.

### Oorzaken en pathogenese
Chronische pancreatitis is de meest voorkomende oorzaak van EPI bij katten. Bij honden wordt de aandoening meestal veroorzaakt door pancreas acinaire atrofie (wat een aandoening is waarbij een normale pancreas atrofie ondergaat.), ontstaan als gevolg van genetische aandoeningen, een geblokkeerd pancreaskanaal of een eerdere infectie.
Bij honden komt EPI het meest voor bij jonge Duitse herders, en in Finland Rough Collies, en wordt geërfd. Bij Duitse herders verloopt de overervingsmethode via een autosomaal recessief gen. Bij deze twee rassen lijkt de oorzaak in ieder geval immuungemedieerd te zijn als een gevolg van lymfatische pancreatitis. De Duitse herder maakt ongeveer twee derde van de gevallen uit die met EPI worden gezien. Andere rassen waarvan wordt gemeld dat ze vatbaar zijn voor EPI, zijn terriërrassen, Cavalier King Charles Spaniels, Chow Chows, en Picardische herders.

### Symptomen
Bij dieren zijn er geen tekenen van EPI totdat 85 tot 90 procent van de pancreas zijn enzymen niet kan afscheiden. Bij honden zijn de symptomen gewichtsverlies, slechte vacht, winderigheid, verhoogde eetlust, coprofagie en diarree. Uitwerpselen zijn vaak geelgrijs van kleur met een olieachtige textuur. Er zijn veel gelijktijdige ziekten die EPI nabootsen, en ernstige pancreatitis is er een die, als ze onverminderd doorgaat, kan leiden tot EPI.

### Diagnose en behandeling
De meest betrouwbare test voor EPI bij honden en katten is serum trypsine-achtige immunoreactiviteit (TLI); een lage waarde duidt op EPI. Fecale elastaseniveaus kunnen ook worden gebruikt voor diagnose bij honden.
Bij honden is de beste behandeling het voer van de dieren aan te vullen met gedroogde pancreasextracten. Er zijn commerciële bereidingen verkrijgbaar, maar er kan ook gesneden runderpancreas van de slager gebruikt worden. (Varkensvleespancreas mag niet worden gebruikt vanwege de zeldzame overdracht van pseudorabiës). Symptomen verbeteren meestal binnen een paar dagen, maar levenslange behandeling is vereist om de aandoening te beheersen. Een zeldzame bijwerking van het gebruik van gedroogde pancreasextracten is orale ulceratie en bloeding.
Vanwege malabsorptie kunnen de serumspiegels van cyanocobalamine (vitamine B12) en tocoferol (vitamine E) laag zijn. Deze kunnen worden aangevuld, hoewel aangezien cyanocobalamine de giftige chemische cyanide bevat, honden met ernstige cobalamineproblemen in plaats daarvan moeten worden behandeld met hydroxocobalamine of methylcobalamine.
Cyanocobalamine-deficiëntie komt zeer vaak voor bij katten met EPI omdat ongeveer 99 procent van de intrinsieke factor (die nodig is voor de absorptie van cyanocobalamine uit de darm) wordt uitgescheiden door de pancreas. Bij honden is dit cijfer ongeveer 90 procent en slechts ongeveer 50 procent van de honden heeft dit tekort.
Katten kunnen last hebben van vitamine K -tekorten. Als er bacteriële overgroei in de darm is, moeten antibiotica worden gebruikt, vooral als de behandeling niet werkt.
Bij honden die geen gewicht aankomen of symptomen blijven vertonen, kan het helpen om het dieet aan te passen om het vezelarm en goed verteerbaar te maken. Ondanks de eerdere overtuiging dat vetarme diëten heilzaam zijn bij honden met EPI, hebben recentere onderzoeken aangetoond dat een vetrijk dieet de opname van voedingsstoffen kan verhogen en de ziekte beter kan beheersen. Het is echter aangetoond dat verschillende honden reageren op verschillende dieetaanpassingen, dus het beste dieet moet van geval tot geval worden bepaald.